# Jevrejski simboli
Jevrejski simboli su vidljivi i opipljivim religiozni znaci, simboli i objekti koji imaju važnu ulogu u jevrejskom životu, jer čini važnu vezu između sadašnjosti i dugogodišnje istorije jevrejskog naroda. Kao i u svakoj drugoj religiji, većina simbola u judaizmu nastala je iz potrebe za obavljanje tradicionalnih obreda.

## Značenja jevrejskih simbola
| Simbol          | Slika simbola | Tumačenje simbola ili predmeta |
| --------------- | ------------- | --- |
| Davidova zvezda |               | - Davidova zvezda (✡; hebrejski: מָגֵן דָּוִד) ili Magen David je simbol judaizma zajedno sa velikim svećnjakom (menora). - Ime je dobila po jevrejskom kralju Davidu. - Zvezda je služila kao simbol razlikovanja u hrišćanskom svetu. - U Evropi zvezdu je uvela Rimokatolička crkva 4. lateranskim koncilom 1215., da bi sprečila polne odnose Jevreja i Hrišćana. - U islamskom svetu Jevreji su nosili svoju odoru već u 8. i 9. veku. - Nacisti su od Davidove zvezde napravili znak sramote i prezira. Godine 1934. izdali su naredbu kojom su naterali Jevreje da, radi identifikacije, na odelu prišiju Davidovu zvezdu, znak jevrejskog naroda. - Nakon Drugog svetskog rata, Davidova zvezda je za Jevreje postao simbol ponosa i nove nacionalne svesti, osvešćen mukama i patnjama. - Nakon osnivanja države Izrael, Davidova zvezda je prihvaćena kao simbol zastave države Izrael i, uz dodatak mača i maslinove grančice, kao simbol „Caala” (Ceva agana lejisrael - odbrambena vojska Izraela). |
| Mezuza          |               | - (Hebrejski מְזוּזָה) je svitak od pergamenta sa, hebrejskim pismom ispisana, dva odlomka iz pete knjige Mojsijeve: „Šema Jusrael, Adonaj eloenu Adonaj ehad!“ („Čuj, Izraele, Gospod je naš Bog, Gospod je jedan jedini!") i „Veaeja in šamoa tišmeu“ („Ako se budete pridržavali mojih zakona“). - Odlomci se ispisuju rukom. - Na pozadini je napisana reč „Šadaj“ („Svemogući“). Time se izvršava nalog: „I ispisaćete ih (reči Gospodnje) na dovracima (mezuzot) kuća svojih i na vrata svoja“. („Zakoni ponovljeni, 6.9) - Svitak se stavlja u drvenu, metalnu ili plastičnu kutiju valjkastog oblika i koso pričvršćuje za gornji deo desnog dovratka i time vidno označava jevrejska kuća. Takav položaj je kompromis dva stava: Rašija (Rabi Šlomo Jitsak, XI vek) i Rabenu Tama (Rabi Jaakov ben Meir iz XII veka). Prvi je smatrao da mezuza treba da stoji vertikalno a drugi horizontalno! - Funkcija mezuze je da stalno podseća vernike na njihovu privrženost Bogu i moralne obaveze Jevreja. - Običaj je da se prilikom izlaska iz kuće i ulaska u kuću mezuza dotakne prstima i prsti poljube. |
| Kipa            |               | - Mala kapa koju Jevreji nose za vreme molitve, učenja Tore, izgovaranja blagoslova i generalno, unutar sinagoge. - Tradicionalniji Jevreji nose kipa tokom čitavog dana. - Nošenje kipa potiče iz vremena kada su jevrejski sveštenici u jerusalimskom Hramu bili obavezni da pokrivaju glavu prilikom religiozne službe. - Danas je kipa simbol svesti pojedinca o Božijoj prisutnosti u svakom trenutku, a predstavlja i dobro poznati simbol jevrejske tradicije u širem smislu i često se može videti na fotografijama i u filmovima koji se bave prikazima jevrejskog života. |
| Menora          |               | - (Hebrejski: מנורה — svećnjak) sedmokraki je svećnjak koji je bio jedan od glavnih objekata u šatoru tokom lutanja Jevreja po pustinji, i kasnije, u Hramu u Jerusalimu. - Menora iz Šatora sastanka opisana je na dva mesta u Bibliji (Izlazak 25, 31—40; 37, 17—24). Nagovešteno je (Izlazak 25, 40) da je Bog Mojsiju pokazao prototip menore na Sinaju, kada mu je predao Toru. Iz stalka se izvijalo najviše šest grana, po tri sa svake, čineći sedam grana ukupno. Bile su skovane od jednog komada zlata. - Originalna menora i ove Solomonove su bile uništene 586. p. n. e.. Izbeglice koje su se vratile iz vavilonskog ropstva ponovo su sazidale hram 516. p. n. e. i postavili jednu jedinu menoru. - Antioh IV Epifan, kralj iz priče o Hanuki, uklonio je menoru 169. p. n. e., a Juda Makavej ju je ponovo vratio pošto je očistio hram. - Rimljani su pod Titom 70 godine razorile hram, a menoru su nosili u trijumfalnoj povorci kroz Rim. Reljef menore se nalazi na trijumfalnoj kapiji u Rimu. - Tokom srednjeg veka su je koristili da ukrase rukopise. - Kabalisti (jevrejski mistici) su u njoj videli „sefirot” (emanaciju Božju). - Menora se pojavljuje na Sagalovom vitražu u Jerusalimu; na memorijalnom spomeniku u Varšavskom getu nalaze se dve velike menore, a jedna velika skulptura menore vajara Ben Elkana nalazi se ispred zgrade Keneseta (izraelskog parlamenta) u Jerusalimu (poklon Velike Britanije). - Danas je menora grb moderne države Izrael. |
| Sinagoga        |               | - Sinagoga (od grč. συναγογε „skupština, okupljanje“ - hebr. Beit Knesset (בית כנסת) „Kuća okupljanja” ili Beit T`Phila „Kuća molitve”) je zgrada u kojoj se obavljaju verske aktivnosti u judaizmu. - Glavna uloga sinagoge jeste zajednička molitva, mada je povezivana i s privatnom ili ličnom molitvom. - Sinagoga se povezuje i sa učenjem i u tom svojstvu naziva se bet midraš ili „kuća učenja“. Nije jasno da li je u starim vremenima kuća učenja bila deo glavnog svetilišta ili se nalazila odmah do njega, kao danas. - Svrha sinagoge je takođe da bude mesto okupljanja, bet kneset, mesto gde se održavaju gradski skupovi i gde se obavljaju poslovi. - Od 1. veka pa do danas, sinagoga se gradila tako da služi i kao konačište za putnike namernike, bet orhim. - Kada su u pitanju umetnost i arhitektura sinagoge, Jevreji su se prilagođavali životu izvan Hrama, prihvatajući dominantnu estetiku svog doba. To je svojevrstan pomak od kolektivne religije iz najranijih vremena prema individualizovanijoj religiji sinagoge, koja je mogla biti preneta u sve zemlje i sve zajednice. Sve do modernih vremena, sinagoga je bila sedište jevrejskog iskustva. - S liberalnim tendencijama koje je donela misao 18. i 19. veka nastale su razne inovacije u sinagogama reformističkih i konzervativnih Jevreja. |
| Rabin           |               | - Rabin (jev/heb; rabi — „moj učitelj") znači naučnik ili mudrac — rukopoloženi tumač Biblije i Usmenog nauka. - Izraz je verovatno nastao u Palestini početkom 1. veka i primenjivan je na svaku onu osobu čije je poznavanje rabinske književnosti bilo dovoljno da joj omogući odlučivanje o pitanjima jevrejskog zakona. - Institucija profesionalnog, plaćenog rabina nastala je tek u poznom srednjem veku, kada su rabini postavljani za verske vođe zajednica i kada se od njih očekivalo da sve svoje vreme posvete aktivnostima zajednice, što se uglavnom ogledalo u: odlučivanju o svim pitanjima s područja jevrejskog zakona, obavljanju sudijske uloge u civilnim i krivičnim slučajevima, vođenju ješive i nadgledanju raznih verskih ustanova, kao što su ritualno klanje, sistem osnovne škole, ritualna kupatila (Mikve) itd. |
| Talit           |               | - Molitveni šal koji je tradicionalno bele boje sa plavim prugama. - Jevreji nose talit prilikom jutarnje molitve, ogrćući ga preko svoje garderobe. - Talit je napravljen od platna, a sa njegovih krajeva vise rese sa čvorićima koje se zovu cicit i koje podsećaju Jevreje na 613 zapovesti u judaizmu. - Talit je često prikazivan u filmovima, na slikama i na fotografijama koje treba da simbolizuju jevrejski narod i kulturu. |
| Tora            |               | - Kao centralni tekst jevrejske tradicije Tora je, u širem smislu, važan simbol judaizma. - U jevrejskoj tradiciji Tora je centralni tekst jevrejske tradicije u kome su postavljene osnove jevrejske etike i kodeksa postupanja. - Po svojoj nameni ona je religijski i pravni tekst otvoren tumačenju i primeni na svakodnevne životne uslove i prilike. - Tekst Tore podeljen je u pet knjiga (poznatih još i pod imenom Mojsijeve knjige). - Napisana je na dugačkom, posebno pripremljenom pergamentu koji je urolan, namotan na drvene pritke i prekriven svečanom tkaninom kada se ne čita. - U sinagogi Tora stoji u posebnom delu – u ormariću koji se naziva Aron HaKodeš. |
| Tfilin          |               | - Čini par crnih kožnih kutija sa kaiševima unutar kojih se nalaze pergamenti sa ispisanim rečima iz Tore. - Tfilin se nose tokom jutarnje molitve, i to tako što se jedan tfilin vezuje za ruku (stavlja se na nadlakticu i učvršćuje kaiševima), a drugi za glavu (stavlja se iznad čela). Tfilin služi podsećanju na reči Tore, kao i povećanju koncentracije na reči izgovarane prilikom molitve. |
| Hamsa           |               | - Predstavljena je kao predmet u obliku otvorene šake sa pet prstiju u čijoj je sredini često ornament, oko (plavi kamen) ili simbol – Davidova zvezda ili hai, na primer. - Njen naziv potiče od hebrejske reči hameš, što znači pet. - Hamsa je simbol zaštite i simbol koji se često nosi za sreću, u vidu nakita ili privezaka. - Hamsa može biti ugravirana i na drugim predmetima. |
| Hai             |               | - Hai je simbol koji zapravo predstavlja reč – hai, što na hebrejskom jeziku znači život. - Sam život ima veliku vrednost u jevrejskoj tradiciji i čuva se iznad svega. - Hai kao simbol često se nosi u vidu nakita (recimo, priveska na ogrlici) ili je izrezbaren ili ugraviran na nekim drugim predmetima. |
| Hanukija        |               | - Za razliku od menore, hanukija je osmokraki svećnjak čije se sveće pale tokom osmodnevnog praznika Hanuke, i simbolizuje svetlost i čudo koje se desilo Jevrejima u datom trenutku u istoriji - Može biti napravljena od različitih materijala – metal, staklo, drvo i slično. - Hanuka predstavlja praznik svetlosti i seća na čudo prilikom koga je svetlost sveća u jerusalimskom Hramu gorela osam puta duže nego što je to bilo moguće onda kada je to bilo najpotrebnije. - Za vreme Hanuke, koja najčešće pada tokom decembra, u to ime svake večeri se pali po jedna sveća više – prvog dana praznika jedna, a poslednjeg svih osam sveća. - Srednja sveća (deveti, centralni krak) se koristi samo kao pomoćna sveća za paljenje preostalih osam. |
| Čaša za kiduš   |               | - Kiduš je religiozna praksa izgovaranja blagoslova nad vinom. Sama reč kiduš dolazi od hebrejske i aramejske reči koja znači posvećivanje. - Vino u jevrejskoj tradiciji ima izuzetno veliki značaj prilikom obeležavanja Šabata i drugih praznika, te se tako čaša za kiduš, u koju se vino sipa, posebno izrađuje i ukrašava. - Čaša za kiduš može biti izrađena od srebra ili drugih metalnih legura i često je ukrašena različitim simbolima važnim za jevrejsku tradiciju. - Kao simbol, sama čaša za kiduš predstavlja asocijaciju na praznične i važne trenutke u jevrejskom životu. |
| Jad             |               | - Jad je tradicionalni predmet koji kao simbol asocira na srž jevrejske tradicije – Toru. - Najčešće je napravljen od različitih legura metala ili plemenitih metala, koji predstavlja dekorativni pokazivač na čijem kraju se nalazi figurica ruke sa ispruženim kažiprstom. - Naziv ovog predmeta potiče od reči „jad” koja na hebrejskom jeziku znači ruka. - Ovim predmetom, kao pomoćnim sredstvom koje pomaže prilikom čitanja, služi se onaj ko čita iz Tor, jer se sam pergament na kome je ispisan tekst Tore ne sme doticati rukama. |
| Šofar           |               | - To je neka vrsta trube izrađene od ovnujskog roga. - Prilikom obeležavanja praznika Roš Ašanajegov i po završetku Jom Kipura, zvuk šofara čuje se u svim sinagogama širom sveta. - Zvuk koji proizvodi šofar treba da podseti Jevreje na potrebu za dubokim promišljanjem o ličnim postupcima i delima, te da dovede do pokajanja i namere uspostavljanja boljih relacija čoveka sa svojom materijalnom i duhovnom okolinom. |

## Literatura
- Trebolle Barrera, Julio. (1998). La Biblia judía y la Biblia cristiana. Trotta, Editorial S.A. ISBN 978-84-8164-200-1.. Introducción a la historia de la Biblia.
- Mihalovici, Ionel. (2002). Fiestas y prácticas judías en el Talmud y en la tradición. Riopiedras. ISBN 978-84-7213-152-1.. Edit. Riopiedras.